# Chow mein
Chow mein (traditionelt kinesisk: 炒麵, pinyin: chǎomiàn) er en nudelret indenfor det kinesisk-amerikanske køkken i USA. Derfra har retten spredt sig til mange andre lande, blandt andet tilbage til Hongkong. 
Retten stammer fra Kina og betyder stegte nudler. Lignende retter er kendt for eksempel under betegnelsen chao mian i det kinesiske køkken. 
Det var det første gruppe af kinesere, som kom til USAs vestkyst, folk fra Taishan i den sydkinesiske provins Guangdong, som bragte retten med sig og udviklede den der.